# Snowclone
Um snowclone é um modelo clichê e frasal que pode ser usado e reconhecido em várias variantes. O termo foi cunhado como um neologismo em 2004, derivado de clichês jornalísticos que se referiam ao número de palavras inuítes para neve.

## História e derivação
O fenômeno linguístico de "uma frase ou sentença multiuso, personalizável, instantaneamente reconhecível, desgastada, citada ou citada incorretamente que pode ser usada em uma variedade totalmente aberta de variantes" foi originalmente descrito pelo linguista Geoffrey K. Pullum em 2003. Pullum mais tarde descreveu os snowclones como "quadros clichês adaptáveis para jornalistas preguiçosos".
Em um artigo de outubro de 2003 no Language Log, um blogue colaborativo de vários professores de linguística, Pullum solicitou ideias sobre como o fenômeno então sem nome deveria ser chamado. Em resposta ao pedido, a palavra "snowclone" foi cunhada pelo professor de economia Glen Whitman em 15 de janeiro de 2004, e Pullum a endossou como termo de arte no dia seguinte. O termo foi derivado por Whitman de clichês jornalísticos referindo-se ao número de palavras esquimós para neve e incorpora um trocadilho com snow cone (granizado).
O termo "snowclone" já foi adotado por outros linguistas, jornalistas e autores.
Snowclones estão relacionados a memes e clichês, de acordo com David Sarno, do Los Angeles Times: "Snowclones são "memechês", por assim dizer: clichês memificados com as palavras operativas removidas, deixando espaços para você ou as massas para mad-libificar suas próprias versões."